# Port Howard
Port Howard is de grootste nederzetting op het eiland West-Falkland, een van de twee hoofdeilanden van de Falklandeilanden.
Het is het centrum van een 800 km² grote schapenboerderij. De nederzetting heeft twee landingsbanen voor vliegtuigen, waarop regelmatig vluchten vanuit Stanley (hoofdplaats van de Falklandeilanden) binnenkomen. Het is tevens het knooppunt van het wegennetwerk van West Falkland.
Verdere attracties zijn een golfbaan, een voorde (doorwaadbare plaats in rivier), grote schapenscheer-schuren, Mount Maria (deel van de Hornsby Mountains) en een museum gewijd aan de Falklandoorlog in 1982, toen de nederzetting was bezet door ongeveer 1000 soldaten.